# Piele de măgar (film din 1970)

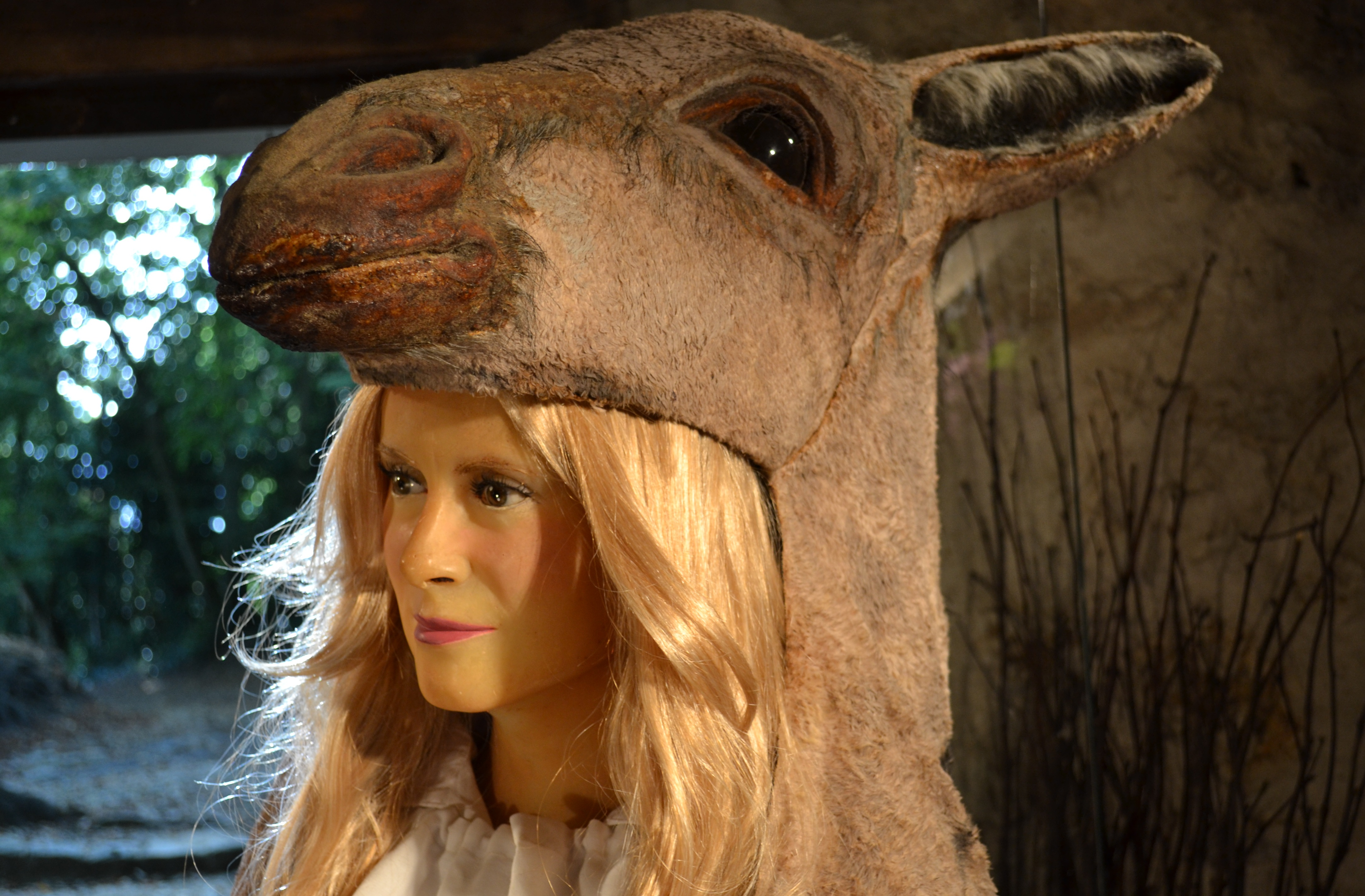
Figură de ceară la Château de Breteuil, reprezentând-o pe „Piele de măgar”

 Piele de măgar  (titlul original: în franceză Peau d'âne) este un film muzical francez, realizat în 1970 de regizorul Jacques Demy, după o povestire a scriitorului Charles Perrault, protagoniști fiind actorii Catherine Deneuve, Jean Marais, Delphine Seyrig și Jacques Perrin. 

## Conținut
Regele Albastru și soția sa domnesc peste un ținut fermecător. Când regina moare, smulge promisiunea soțului ei de a nu se căsători niciodată cu o femeie care este mai puțin frumoasă decât ea. Dar singura femeie care se apropie de frumusețea reginei este fiica ei și a regelui. Când consilierii săi îl îndeamnă să se căsătorească totuși pentru a avea un moștenitor, regele decide să o ia în căsătorie pe prințesa, care era propria-i fiică. Pentru a descuraja regele de planurile sale de căsătorie și pentru a o salva pe prințesă de o soartă tristă, zâna Liliac, o ajută. Ea o sfătuiește pe prințesă să-i ceară cadouri de nuntă pe care regele nu le-ar putea obține, de exemplu o rochie de culoarea timpului, una de culoarea lunii sau alta de culoarea soarelui. Obținânu-le pe fiecare, zâna o sfătuiește să-i mai ceară un dar pe care regele-tată pecis că nu i-l va îndeplini și anume, pielea măgarului din locul de onoare al grajdului regal, care în fiecare dimineață nu slobozea peste paie bălegar, ci o grămăjoară de monede de aur. Dar prințesa a primit în dar, chiar și pielea de măgar.
Descumpănită, prințesa la îndemnul zânei, fuge din regat și pentru ca nimeni să nu o recunoască, se deghizează cu pielea de măgar și își ia o slujbă de porcar într-un regat vecin. Aici lucra din zori și până în noapte, fiind tot timpul murdară din cap până-n picioare. Singura ei mulțumire era ziua de duminică, când se odihnea și își îmbrăca rochiile cele frumoase pe care le-a luat cu ea. Tânărul prinț al acestui tărâm, întorcându-se de la vânătoare, face ca de obicei un popas ca să se răcorească, la ferma unde era Piele de măgar cum o numeau toți. Aceasta văzându-l pe prinț, i-a plăcut cât este de arătos și manierat.
Într-o zi de odihnă, prințul porni curios să cerceteze prin gospodărie și ajungând într-un hol întunecat la capătul căreia era micuța odaie a lui Piele de măgar. Curios să afle ce este în acea încăpere, se uită pe gaura cheii și văzând frumoasa fată îmbrăcată în rochia aurită, a rămas cu răsuflarea tăiată, îndrăgostindu-se pe loc de ea. Întors în castelul său, prințul cade la pat bolnav, cu gândul doar la ea. După zile de boală și tristețe, poruncește ca „Piele de măgar” să-i facă cu mâinile ei o prăjitură, singurul lucru care ar putea să-i redea sănătatea. În această prăjitură, prințul găsește un inel cu briliante, pe care Piele de măgar l-a pitit în mod intenționat. Prințul este sigur acum că dragostea lui pentru presupusa servitoare, îi va fi returnată. Anunțând că se va căsători doar cu femeia căreia i se potrivește inelul, toate femeile și fetele aflate la vârsta căsătoriei, se adună în castelul său și încearcă inelul, una după alta. Piele de măgar a fost ultima care a încercat inelul, căreia bijuteria scumpă i s-a potrivit perfect și astfel, s-a dezvăluit că este o prințesă.
Prințesa se căsătorește cu prințul sub privirile binevoitoare ale familiilor lor, inclusiv al regelui Albastru, care a sosit la nuntă cu elicopterul împreună cu zâna Liliac. Aceasta îi dezvăluie finei sale că „totul este aranjat” și că ea însăși se va căsători cu regele.

## Distribuție
- Catherine Deneuve – regina Albastră / prințesa / Piele de măgar
- Jean Marais – regele Albastru
- Delphine Seyrig – zâna Liliac
- Jacques Perrin – prințul
- Micheline Presle – regina Roșie
- Fernand Ledoux – regele Roșu
- Pierre Repp – Thibaud, vătaful
- Sacha Pitoëff – primul ministru
- Henri Crémieux – șeful doctorilor
- Jean Servais – naratorul
- Gabriel Jabbour – șeful croitorilor
- Sylvain Corthay – Godefroy
- Patrick Préjean – Allard
- Louise Chevalier – „bătrâna”
- Georges Adet – savantul
- Jean-Marie Bon – vizitiul
- Romain Bouteille – șarlatanul
- Gabriel Cinque – mesagerul
- Guy Davout, Michel Delahaye, Michel Mardore, Domergue Regor – miniștrii
- Paul Bonifas, Jean Daniel, Lucien Frégis, Pierre Risch – doctorii
- Simone Guisin – ducesa Antoinette du Ligier de La Garde
- Sophie Maire – prințesa de Monthion
- Valérie Quincy – ducesa Girard de Saint-Armand
- Annie Savarin – prințesa Pioche de La Vergne
- Annick Berger – domnișoara Nicolette
- Laurence Carile – domnișoara Tristounette
- Martine Leclerc – domnișoara Gauthier
- Sonia Reff – domnișoara Ripincelle
- Geneviève Thénier – la jeune fille dans l'appentis
- Dorothée Blanck – fata din cameră
- Andrée Tainsy – mama
- Christine Aurel, Marion Loran, Vanina Michel – fetele de la fermă
- Catherine Géniat, Maud Rayer – fetele la bucătărie
- Jean Degrave – un lacheu
- Bernard Musson – un executor judecătoresc
- Jean Valière – al doilea cavaler
- Rufus – un valet la fermă (nemenționat)
- Yves Pignot – un țăran (nemenționat)
- Coluche – un țăran care râde de Piele de măgar (nemenționat)
- Rosalie Varda – baroneasa din rândul pretendenților[1]
- Annie Maurel – trandafirul [1][2][3] (nemenționat)

Interpreții cântecelor
- Anne Germain – prințesa / Piele de măgar
- Jacques Revaux – Prințul
- Christiane Legrand – zâna Liliac
- Michel Legrand și Jacques Demy – diverse voci cântate

## Locurile filmărilor

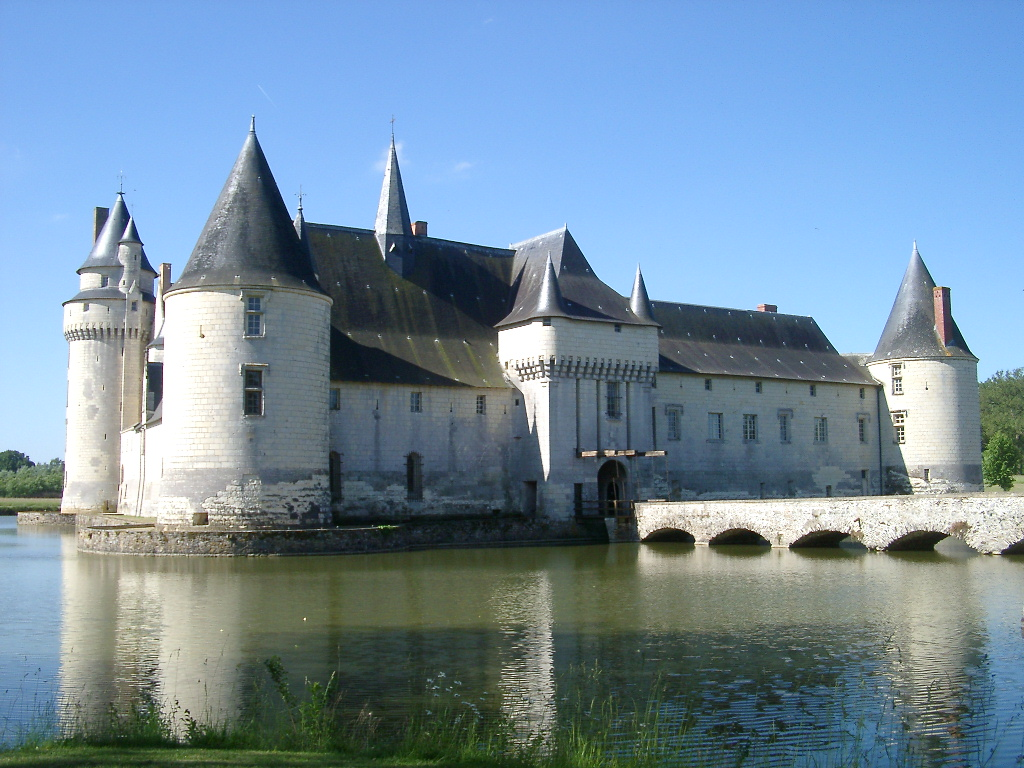
Castelul du Plessis-Bourré, „castelul albastru”.
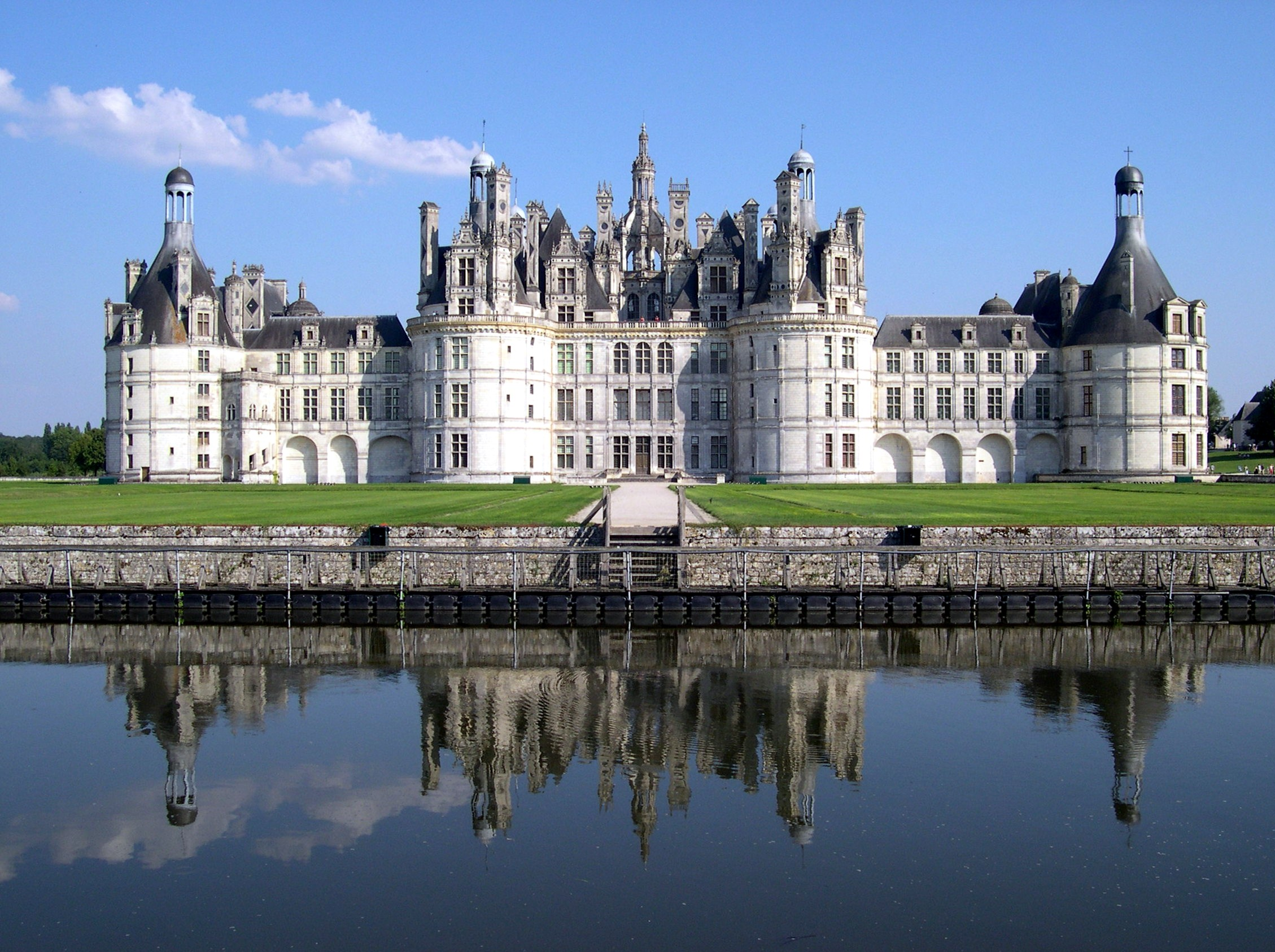
Castelul Chambord, „Castelul roșu”.
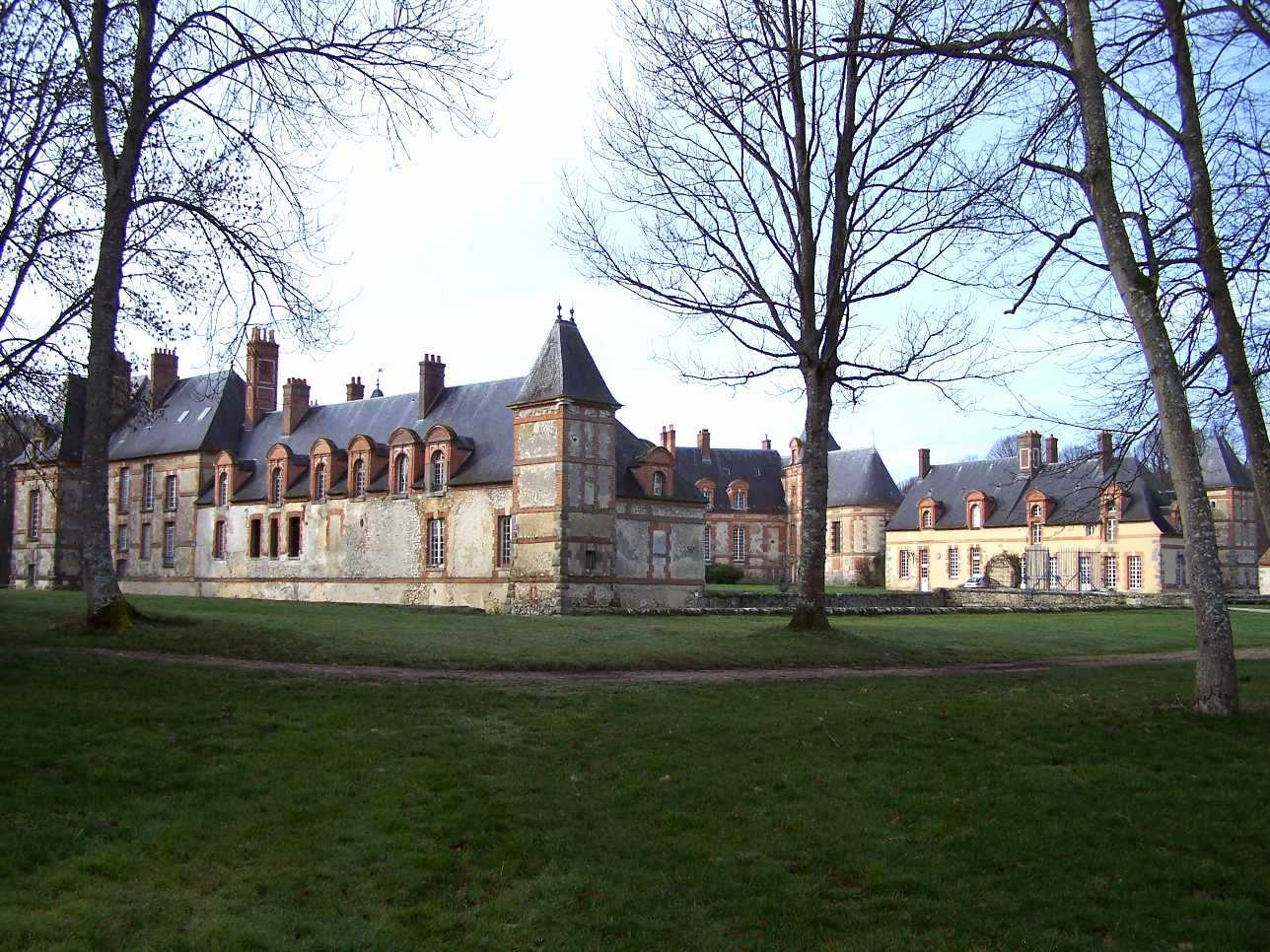
Castelul de Neuville, decorul în care lucra Piele de măgar.
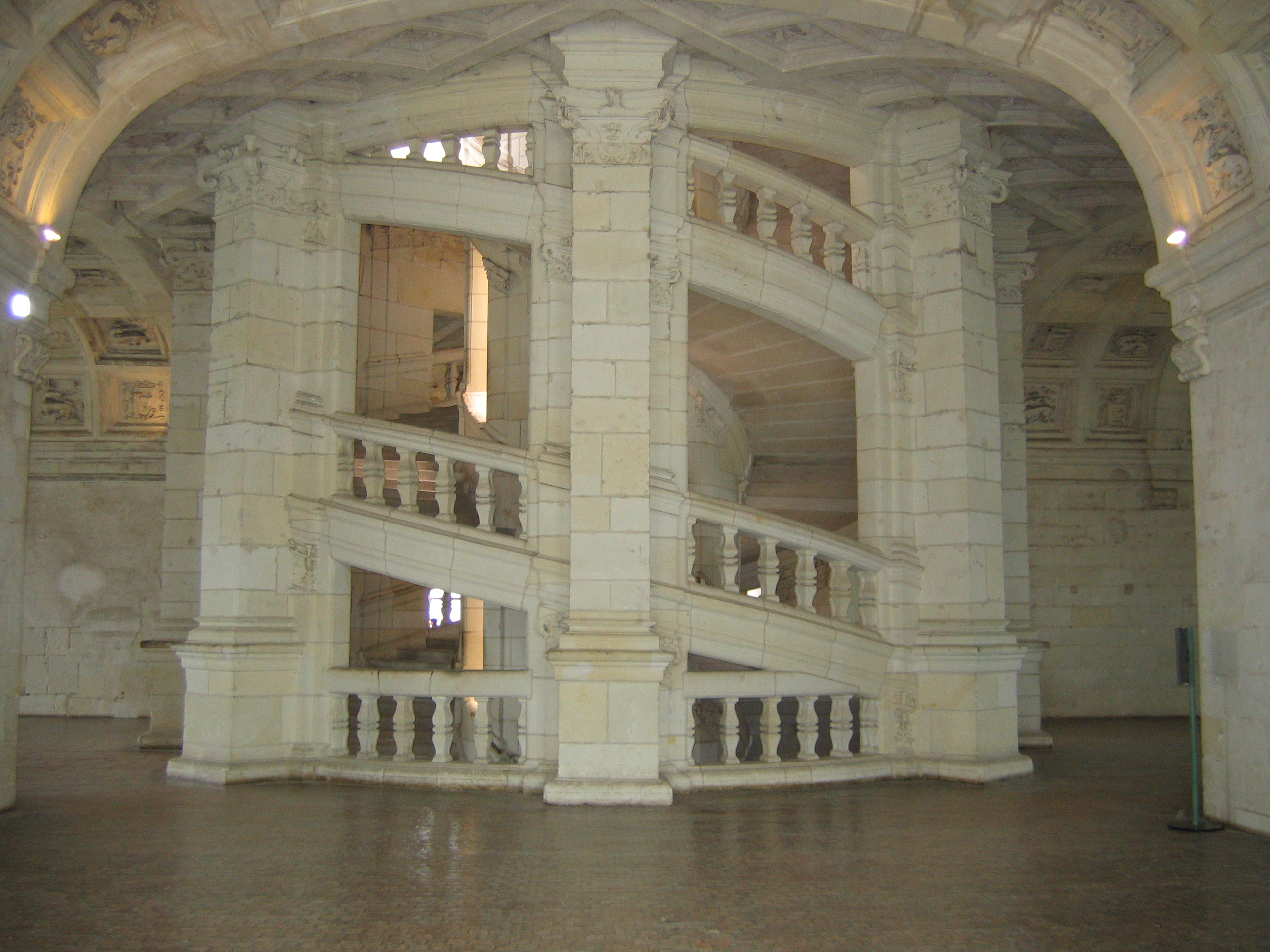
Pe acest fundal, impunătoarea scară din Chambord, sunt filmate scenele din camera prințului și încercarea inelului.

## Premii
- În 1972, „Piele de măgar” a primit premiul Círculo de Escritores Cinematográficos (Spania) pentru cel mai bun film pentru copii.

## Literatură
- Perrault, Charles, Piele de măgar, București, 2005: Editura: EPIGRAF, Literatura Universală, Carțile copilăriei, p. 16